# Cryptojodendom
Cryptojodendom is het in het geheim aanhangen van het jodendom terwijl openlijk een ander geloof wordt aangehangen. Beoefenaars worden cryptojoden genoemd.

## Europa

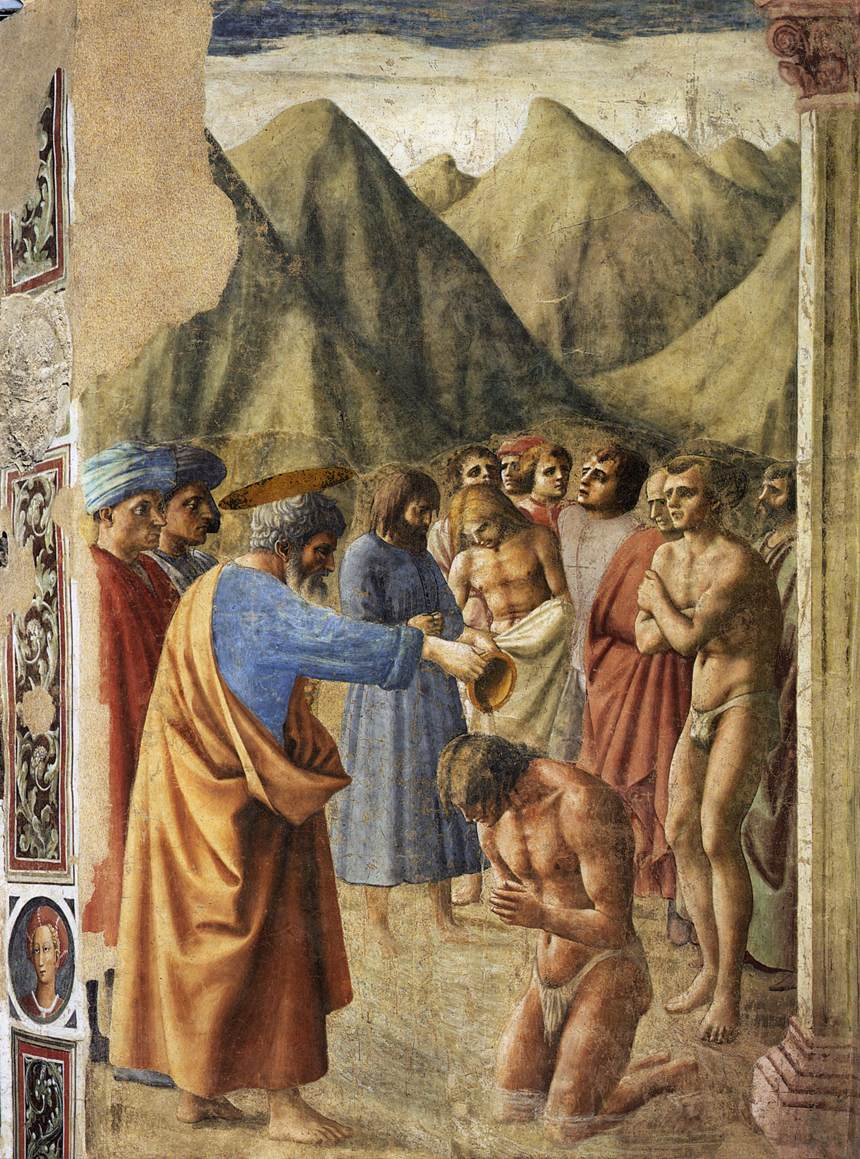
De doop van de Neofieten, schilderij van Tommaso Masaccio (1401–1428).

In de 14e en 15e eeuw werden de Joden die in Spanje en Portugal woonden, de Sefardische Joden, door de Inquisitie gedwongen zich te bekeren tot het christendom. In Spanje werd in 1492 het verdrijvingsedict van kracht, dat de Joden voor de keuze stelde ofwel zich tot het christendom te bekeren ofwel het land te verlaten. Veel Joden bekeerden zich voor de buitenwereld tot het christendom en werden conversos (bekeerden) genoemd, of marranos (varkens). Hoewel ze door de Spaanse Inquisitie scherp in de gaten werden gehouden, beoefenden veel Joden toch in het geheim hun eigen godsdienst, terwijl zij daarnaast in het openbaar Rooms-katholiek waren. Vaak namen ze een nieuwe, christelijke, naam aan. In Belmonte heeft een gemeenschap van cryptojoden vanaf de 12e tot de 20e eeuw onopgemerkt kunnen bestaan.
Op Majorca was een gemeenschap van cryptojoden, de Xuetas. Zij werden in 1391 gedwongen zich tot het christendom te bekeren. De gemeenschap werd geminacht door de rest van de bevolking van het eiland en leefde tamelijk besloten. Tot halverwege de 20e eeuw werden ze als tweederangs burgers behandeld. Er werd strikte endogamie toegepast, waardoor de meerderheid van de Xuetas waarschijnlijk van moeder op moeder van Joden afstamt en daarmee volgens de halacha ook Jood is. Tegenwoordig wonen er op Majorca 20.000-25.000 Xuetas, dit is zo'n drie procent van de totale bevolking.
In het zuiden van Italië, met name op Sicilië, was een gemeenschap van cryptojoden, de Neofiti. Zij moesten zich in de 13e eeuw al bekeren tot het christendom, maar konden nog redelijk ongestoord in het geheim hun godsdienst uitoefenen. In de 16e eeuw, toen de Inquisitie naar zuid Italië kwam, werden de Joden verbannen en veel Neofiti omgebracht.
In Rusland en Oost-Europa waren ook cryptojoden. Daar was de situatie wel anders dan op het Iberisch Schiereiland. Na de Russische Revolutie van 1917 werd in 1922 de Sovjet-Unie opgericht. In deze communistische staat poogde de regering alle religie in welke vorm dan ook af te schaffen. Er was dus geen sprake van dat de Joden werden gedwongen een andere godsdienst aan te nemen, ze werden net als aanhangers van andere godsdiensten gedwongen hier afstand van te doen. Na de val van het communisme zijn veel Joden in dat gebied hun godsdienst weer openlijk aan gaan hangen.

## Midden-Oosten en Noord-Afrika
In islamitische landen zijn er diverse gemeenschappen van cryptojoden. Deze hebben met name bestaan vanaf de 19e eeuw. In het gebied dat ongeveer overeenkomt met het huidige Iran werden de Joden rond 1839 massaal gedwongen zich tot de islam te bekeren. Van deze gemeenschap vertrok het grootste deel in 1946 naar Israël. Een klein gedeelte was in de loop der tijd echt moslim geworden en bleef in Iran achter.

## Amerika

### Mexico en de Verenigde Staten
In Noord-Amerika beperkt het cryptojodendom zich grotendeels tot de voormalig Spaanse territoria in Mexico. Het verschijnsel heeft hier een veel ingewikkelder achtergrond dan in andere gebieden. De Rooms-Katholieke Kerk spande zich in om alle andere godsdiensten uit te bannen, maar raakte in enige mate vermengd met verschillende oorspronkelijke godsdiensten, waardoor een soort semi-Rooms-katholieke inheemse godsdienst ontstond, waarbinnen allerlei groepen er hun eigen oorspronkelijke rituelen op na bleven houden. Het cryptojodendom bestond daar op vergelijkbare wijze als dat de oorspronkelijke bevolking er oude religieuze tradities in stand hield.
In 1497 vaardigde Portugal een decreet uit dat officieel alle overgebleven Joodse kinderen bekeerde tot de Rooms-Katholieke Kerk. Als de ouders zich niet ook bekeerden, dan werden de kinderen ter beschikking gesteld aan de staat. Hierdoor emigreerden veel Portugese Joden naar de koloniën. Dit waren er in verhouding tot het aantal andere emigranten zo veel dat 'Portugees' synoniem werd voor 'Joods' in de Spaanse koloniën. De economische mogelijkheden in de koloniën waren veelbelovend en omdat een groot deel van de bevolking bestond uit niet-christelijke inheemse bevolking, dachten Joodse migranten dat de cultuur daar toleranter voor hen zou zijn dan die in Portugal. Koloniale ambtenaren merkten op dat er vanaf ongeveer 1500 veel cryptojoden naar Mexico kwamen en beklaagden zich per brief bij de autoriteiten in Spanje over het feit dat de Spaanse gemeenschap in Mexico overwegend joods aan het worden was. Zij ontdekten in Mexico-Stad steeds illegale synagoges. Als reactie daarop werd een verbod ingesteld op de immigratie van conversos. Wie niet aan kon tonen uit een familie te komen die tot minimaal 3 generaties terug al christelijk was, mocht Mexico niet meer in. In 1571 werd de Mexicaanse inquisitie opgericht, bedoeld om erop toe te ziet dat alle immigranten zuiver Rooms-katholiek leefden. Ook inheemse bekeerlingen werden door deze tak van de Spaanse Inquisitie nauwlettend in de gaten gehouden. De eersten die op de brandstapel belandden waren van ketterij beschuldigde inheemse bekeerlingen en cryptojoden. Ten gevolge van deze ontwikkelingen liep de migratie van conversos sterk terug.
De kolonie in Mexico werd uitgebreid richting het noorden, waar men steeds meer tegenstand te verduren kreeg van de inheemse bevolking. In het noorden waren diverse stammen, waaronder de Chichimeken en de N'de, die weerstand boden tegen de kolonisatie en tegen de introductie van het christendom. De veroveraars slaagden er niet in dit gebied in hun greep te krijgen. De Portugese converso Luis de Carvajal y de la Cueva werd aangesteld om Nuevo León te koloniseren. Hij verwierf bij de koning van Spanje een vrijstelling om in dit gebied ook conversos toe te laten. Dit opende de deur voor een nieuwe stroom immigranten, die uitsluitend dit gebied konden bevolken. Carvajal charterde complete schepen om grote hoeveelheden conversos de oceaan over te krijgen. De cryptojoden kregen hierdoor een nieuwe kans om de koloniën te betreden. Binnen enkele jaren, met Carvajal nog als gouverneur in Monterrey, de hoofdstad van het gebied, kregen zij er alle ruimte om hun godsdienst uit te oefenen. In 1590 werd Carvajal opgeroepen om samen met zijn directe familie en andere verwanten voor de Inquisitie in Mexico-Stad te verschijnen. Ze werden gearresteerd en gevangengezet. Carvajal stierf rond 1595 in de gevangenis. Zijn familie werd in eerste instantie gerehabiliteerd, maar de meesten belandden op 8 december 1596 alsnog op de brandstapel. Twee van zijn neven wisten te vluchten naar Italië, waar ze bekende rabbijnen werden. Ze hadden hun naam gewijzigd in Lumbroso. In de tijd dat Carvajal nog aan de macht was als gouverneur kwamen steeds meer cryptojoden naar Monterrey uit alle hoeken van Mexico. Ze werden vervolgd door de Mexicaanse inquisitie en in Nuevo León was het veiliger voor hen. De eerste Joodse gemeenschappen kwamen van de grond, maar het zou nog tot het eind van de 18e eeuw duren voordat de Joden hun godsdienst echt openlijk konden uitoefenen.
Vanwege de toenemende aanwezigheid van de Mexicaanse inquisitie in Nuevo León trokken veel Joden verder naar de noordelijke uithoeken van de kolonie. Ze trokken vooral naar het westen, door Chihuahua en de Westelijke Sierra Madre, en naar het noorden, richting El Paso en Santa Fe. Een enkeling reisde door naar Californië. In het voormalig Spaanse zuidwesten van de Verenigde Staten stellen diverse Joodse groepen dat ze afstammen van de cryptojoden. Tegenwoordig zijn er naast de cryptojoden, die moeilijk geteld kunnen worden, nog zo'n 40.000 Joden in Mexico. Het gaat dan om Asjkenazische en Sefardische Joden.

### Overige gebieden in Noord en Zuid-Amerika
In Bolivia woonden veel cryptojoden. Waar hun oorsprong precies lag is niet helemaal duidelijk. Een mogelijkheid is dat zij afstammen van Sefardische Joden. Santa Cruz de la Sierra fungeerde tijdens de Spaanse koloniale tijd als een veilige haven voor de Sefardisch conversos. In 1557 sloten veel cryptojoden zich aan bij de Spaanse conquistador Ñuflo de Chaves, die leiding gaf aan de pioniers die Santa Cruz stichtten op 26 februari 1561. In de daarop volgende decennia kwamen ook veel door de Inquisitie vervolgde Joden uit Potosí, La Paz en Ciudad de la Plata de la Nueva Toledo naar Santa Cruz en de omliggende plaatsen. Het was een nogal geïsoleerde nederzetting en de Inquisitie maakte zich niet druk over de conversos die er woonden, omdat de stad als buffer diende voor rooftochten van Portugesen en Guaraní. Diverse van de oudste Rooms-katholieke families zijn eigenlijk van Joodse komaf. Nog altijd handhaven zij sommige Joodse gebruiken, hoewel ze verder Rooms-katholiek zijn. Naast Bolivia zijn er nog diverse andere landen in Latijns-Amerika waar Rooms-katholieke gemeenschappen zitten die nazaten zijn van de cryptojoden, waaronder Cuba, de Dominicaanse Republiek, Puerto Rico, Argentinië, Chili, Ecuador en Venezuela. In alle gevallen gaat het om voormalig Spaanse of Portugese territoria en in al deze landen is de Inquisitie geweest. Deze duurde in de koloniën langer dan in Spanje zelf.